# Hachumer Bach
Der Hachumer Bach ist ein knapp sechs Kilometer langer Bach im  niedersächsischen Landkreis Wolfenbüttel. Er entspringt als Evesser Triftbach südlich von Evessen, durchfließt als Gilzumer Kampgraben die Feldmark und mündet bei der ehemaligen Zuckerfabrik von Dettum von rechts in die Altenau.

## Geographie

### Verlauf
Der Evesser Triftbach hat mehrere aus dem Elm kommende Quellbäche, von denen einer den Ort durchfließt und teilweise überdeckt am angegebenen Quellort zutage tritt. Kurz unterhalb der Besiedlung ergänzt der von links zuströmende Bach vom Eilumer Horn (GKZ 482642) das Gewässer, das ab da unter dem Namen Gilzumer Kampgraben geführt wird und weiter nach Süden strebt. Von links strömt der Wehrbeek (GKZ 482644) aus Richtung Ampleben dazu und der Bach wendet sich nach Südwesten. Nach Zufluss des Eilumer Bachs von links (GKZ 482646) strebt der Kampgraben nach Westen und nimmt unterhalb von Hachum einen von rechts kommenden, unbenannten Feldbach auf. Die Fließrichtung ist wieder nach Südwest bis Dettum zur Straße Am Kamp. Dort teilt sich der Bach auf in einen östlich verlaufenden, geradlinigen Graben und in die Krumme Beeke (GKZ 4826498), die den Ortskern durchquert und wegen der Grundstücksgrenzen die ursprüngliche Mäanderstruktur beibehält, allerdings fast vollständig eine Betonsohle erhalten hat. Im übrigen Verlauf ist der Bach durchweg begradigt. Unterhalb von Dettum fließt er parallel zur Landstraße und erreicht schließlich auf Höhe der ehemaligen Zuckerfabrik in zwei Armen die Altenau. Die Orte Hachum und Gilzum durchfließt er nicht.

## Gewässergüte
Die Strukturgüte und das ökologische Potenzial werden im Maßnahmenplan des NLWKN als „schlecht“ bewertet, der chemische Zustand als „nicht gut“. Hauptgrund ist die Nutzung zur Landentwässerung und der Eintrag aus Landwirtschaft und Obstplantagen.